# Let Them All Talk
Let Them All Talk is een Amerikaanse komische dramafilm uit 2020 onder regie van Steven Soderbergh. De hoofdrollen worden vertolkt door Meryl Streep, Dianne Wiest, Candice Bergen, Lucas Hedges en Gemma Chan.

## Verhaal
Een beroemde auteur gaat op een cruise met haar vrienden en neef in een poging plezier en geluk te vinden terwijl ze in het reine komt met haar moeilijke verleden.

## Rolverdeling
| Acteur         | Personage    |
| -------------- | ------------ |
| Meryl Streep   | Alice Hughes |
| Candice Bergen | Roberta      |
| Dianne Wiest   | Susan        |
| Gemma Chan     | Karen        |
| Lucas Hedges   | Tyler Hughes |

## Productie
Een groot deel van de dialogen werd door de cast geïmproviseerd en Soderbergh filmde de film met natuurlijk licht en minimale apparatuur aan boord van de Queen Mary 2.

## Release en ontvangst
Let Them All Talk was vanaf 10 december 2020 te zien op de streamingsdienst HBO Max. De film kreeg overwegend positieve kritieken van de filmcritici, met een score van 87% op Rotten Tomatoes, gebaseerd op 122 beoordelingen.